# Rajd Mecsek 1982
Rajd Mecsek 1982 (15. Mecsek Rallye 1982) – 15. edycja rajdu samochodowego Rajd Mecsek rozgrywanego na Węgrezch. Rozgrywany był od 23 do 25 maja 1982 roku. Rajd był trzecią rundą Rajdowego Pucharu Pokoju i Przyjaźni w roku 1982 oraz drugą rundą Rajdowych Mistrzostw Węgier w roku 1982.

## Klasyfikacja rajdu
| Miejsce                                  | Kierowca                       | Pilot                          | Samochód                       | Czas                           | Strata                         |                                |
| Klasyfikacja generalna i RPPiP           | Klasyfikacja generalna i RPPiP | Klasyfikacja generalna i RPPiP | Klasyfikacja generalna i RPPiP | Klasyfikacja generalna i RPPiP | Klasyfikacja generalna i RPPiP | Klasyfikacja generalna i RPPiP |
| ---------------------------------------- | ------------------------------ | ------------------------------ | ------------------------------ | ------------------------------ | ------------------------------ | ------------------------------ |
| 1.                                       | Václav Pech sen.               | Jiří Janeček                   | Škoda 130 RS                   | 2:46:10                        | –                              |                                |
| 2.                                       | Attila Ferjáncz                | János Tandari                  | Renault 5 Alpine               | 2:47:28                        | +1:18                          |                                |
| 3.                                       | Georgi Petrov                  | Ivan Tonev                     | Renault 5 Alpine               | 2:50:20                        | +4:10                          |                                |
| 4.                                       | Andrzej Koper                  | Włodzimierz Krzemiński         | Renault 5 Alpine               |                                |                                |                                |
| 5.                                       | Vallo Soots                    | Toomas Putmaker                | Lada VAZ 21011                 |                                |                                |                                |
| 6.                                       | Zdeněk Pipota                  | Josef Greisiger                | Škoda 130 RS                   |                                |                                |                                |
| 7.                                       | János Hideg                    | Zoltán Kecskeméti              | Lada VAZ 21011                 |                                |                                |                                |
| 8.                                       | László Szuhanyik               | Tibor Homan                    | Lada VAZ 21011                 |                                |                                |                                |
| 9.                                       | Vello Õunpuu                   | Aarne Timusk                   | Lada VAZ 21011                 |                                |                                |                                |
| 10.                                      | Atanas Atanasov                | Zhivka Atanasova               | Lada VAZ 21011                 |                                |                                |                                |
| Klasyfikacja Rajdowych Mistrzostw Węgier |                                |                                |                                |                                |                                |                                |
| 1.                                       | Attila Ferjáncz                | János Tandari                  | Renault 5 Alpine               | 2:47:28                        | 0,00                           |                                |
| 2.                                       | János Hideg                    | Zoltán Kecskeméti              | Lada VAZ 21011                 |                                |                                |                                |
| 3.                                       | László Szuhanyik               | Tibor Homan                    | Lada VAZ 21011                 |                                |                                |                                |